# Das Magazin (Schweiz)
Das Magazin (früher Tages-Anzeiger-Magazin, Spitzname Tagi-Magi) ist die Wochenendbeilage von vier Tageszeitungen der deutschsprachigen Schweiz. Es erscheint in Zürich im Verlagshaus der Tamedia AG. Chefredaktor ist seit 2022 Bruno Ziauddin, er folgte auf Finn Canonica (2007–2022). Dessen Vorgänger war Res Strehle.

## Geschichte
Das Magazin lag ursprünglich nur dem Tages-Anzeiger bei; seit Januar 2005 wird es auch der Basler Zeitung und Berner Zeitung und deren Splitausgaben beigelegt. Seit 2009 liegt es auch der Zeitung Der Bund bei. Es erreicht eine WEMF-beglaubigte Gratisauflage von 293'456 (Vj. 300'323) Exemplaren und eine Reichweite von 531'000 (Vj. 530'000) Lesern (WEMF MACH Basic 2018-II). In digitaler Form ist die Zeitschrift für Abonnenten der Tageszeitungen via Website zugänglich. Eine iPad-Version, die bereits einen Tag früher erscheint, enthält zusätzliches Material wie Artikel, Videos, Fotostrecken, längere Interviews etc. gegenüber der Druckausgabe.
Das Magazin ist eine Autorenzeitschrift. Es pflegt grosse Reportagen und Essays und legt Wert auf eine eigenständige Bildsprache. Vorbild ist das New York Times Magazine.
Das Magazin wurde 1970 unter Otmar Bucher gegründet, der das Layout-Konzept entworfen hatte und für die ersten 28 Ausgaben die gestalterische Leitung innehatte. Autoren wie Niklaus Meienberg, Peter Bichsel und Laure Wyss prägten das Blatt. Aus dieser Zeit stammt auch die Einführung des offenen Interviews. In dieser neuen Form der Befragung verzichtet der Interviewer darauf, seine eigenen Meinungen durch die Art der Fragestellung kundzutun. Er legt sie stattdessen in kurzen deklarativen Sätzen offen dar. Diese Form hat sich bis heute im Magazin gehalten und findet inzwischen auch in anderen Schweizer Publikationen rege Nachahmung.
Eine heikle Phase erlebte Das Magazin im Jahr 2000, als bekannt wurde, dass der langjährige Mitarbeiter Tom Kummer Interviews mit Hollywood-Stars erfunden hatte. Die Affäre hatte allerdings keine Konsequenzen für die Chefredaktion – anders als beim SZ-Magazin –, weil sie die Zusammenarbeit mit dem Fälscher nach den ersten Hinweisen sofort beendet hatte.

## Schweizer Bibliothek
Um neue Umsatzquellen zu erschliessen, veröffentlichte die Tamedia für das Magazin 2005 eine zwanzigbändige gebundene Ausgabe «Schweizer Bibliothek». Sie geht nach ähnlichem Muster vor wie die bereits zuvor etablierten Editionen deutschsprachiger Tages- und Wochenblätter und Zeitschriften wie SZ, FAZ, Die Zeit, Standard, Handelsblatt, Brigitte etc. Auch hier ist die redaktionell aufgemachte Werbung kennzeichnend:
- Band 1: Friedrich Glauser, Matto regiert (1936)
- Band 2: Markus Werner, Bis bald (1992)
- Band 3: Alice Rivaz, Schlaflose Nacht (1979, Originaltitel: Jette ton pain), Deutsch von Markus Hediger
- Band 4: Max Frisch, Der Mensch erscheint im Holozän (1979)
- Band 4: Ruth Schweikert, Erdnüsse. Totschlagen (1994)
- Band 6: Friedrich Dürrenmatt, Der Verdacht (1953)
- Band 7: Gertrud Leutenegger, Vorabend (1975)
- Band 8: Niklaus Meienberg, St. Fiden – Paris – Oerlikon (1972–1992)
- Band 9: Peter Weber, Der Wettermacher (1993)
- Band 10: Nicolas Bouvier, Der Skorpionsfisch (1981, Originaltitel: Le Poisson-scorpion), Deutsch von Barbara Erni
- Band 11: Thomas Hürlimann, Das Gartenhaus (1989)
- Band 12: Agota Kristof, Das grosse Heft (1986, Originaltitel: Le grand cahier), Deutsch von Eva Moldenhauer
- Band 13: Hugo Loetscher, Der Immune (1975)
- Band 14: Adolf Muschg, Liebesgeschichten (1972)
- Band 15: Urs Widmer, Der blaue Siphon (1992)
- Band 16: Robert Walser, Der Gehülfe (1908)
- Band 17: Peter Bichsel, Die Jahreszeiten (1967)
- Band 18: Blaise Cendrars, Moloch. Das Leben des Moravagine (1926, Originaltitel: Moravagine), Deutsch von Giò Waeckerlin Induni
- Band 19: Fleur Jaeggy, Die seligen Jahre der Züchtigung (1989, Originaltitel: I beati anni del castigo), Deutsch von Barbara Schaden
- Band 20: Gerhard Meier, Der schnurgerade Kanal (1977)